# Annabel Nanninga
Annabella (Annabel) Nanninga (Amsterdam, 6 november 1977) is een Nederlandse politica, journaliste en columniste. Sinds 2019 is zij lid van de Eerste Kamer der Staten-Generaal, waar ze sinds 2023 fractievoorzitter is van JA21, daarvoor vanaf 2021 van de aan die partij gelieerde fractie-Nanninga. Ook was ze van 2018 tot 2023 lid van de gemeenteraad van Amsterdam en van 2019 tot 2023 van de Provinciale Staten van Noord-Holland.

## Loopbaan
Nanninga werd in 1977 geboren in de Amsterdamse Dapperbuurt als dochter van een kunstenaar en een psycholoog. Vanaf 1990 ging ze naar het Barlaeus Gymnasium, waar ze soms spijbelde om in de Openbare Bibliotheek aan de Prinsengracht encyclopedieën en gedichten te lezen. Ze bleef een keer zitten en verliet de school in de vierde klas. Daarna had ze veel banen, onder meer in een damesmodezaak, een ijssalon en als dierenartsassistent.
Vanaf 2012 begon ze met schrijven voor onder andere GeenStijl, WNL, PowNed, Veronica Magazine en NPO Radio 1. In 2014 richtte zij samen met Joshua Livestro het online magazine Jalta.nl op. Hier was zij adjunct-hoofdredacteur tot eind 2015, toen zij als freelancer overstapte naar ThePostOnline. Daar publiceerde ze in 2016 onder andere samen met Willem Jan Hilderink een interview met de bekende Holocaustontkenner David Irving. De publicatie werd ingeleid met een verklaring waarin zij betoogden dat 'als je een punt wilt maken over de vrijheid van meningsuiting, en daarom expliciet wél een podium verschaft aan iemand met ideeën waar het gros van de lezers van zal walgen, het de kunst is vooral helder te waken over een zo onbevangen en neutraal mogelijke weergave'. Ze kreeg bekendheid als columnist voor de website GeenStijl en liet zich in een van haar columns kritisch uit over de bezwaren van de directeur van de Stichting Joods Maatschappelijk Werk, Hans Vuijsje, tegen de invulling van Dodenherdenking. Volgens haar zou hij aan 'holocaustmelken' doen. In dezelfde column schreef zij dat de joodse gemeenschap 'machtig en rijk' zou zijn, 'waarvoor hulde'. Ook over de toestroom van asielzoekers tijdens de Europese vluchtelingencrisis was zij kritisch. Immigranten uit Afrika, die in bootjes de Middellandse Zee overstaken, noemde ze 'dobbernegers'. Deze door sommigen als kwetsend ervaren stijl beschrijft Nanninga zelf als 'Reviaanse ironie', maar volgens publicist Rosa van Gool gaat het om sarcasme. Overigens nam Nanninga volgens eigen zeggen in 2015, op het hoogtepunt van de vluchtelingencrisis, zes maanden een homoseksuele asielzoeker in huis die in het azc getreiterd werd.
In 2019 ontstond na de Provinciale Statenverkiezingen ophef over zes tweets uit de periode 2009-2016, toen Nanninga onder meer werkte bij GeenStijl. Mede vanwege de uitspraak ‘gas geven als je een Jood ziet, old habits die hard. #Demjanjuk' werden deze tweets door sommigen beschouwd als antisemitisch, maar volgens Jonathan van het Reve was cruciale context weggelaten om Nanninga erbij te lappen. Nanninga zelf gaf aan dat deze tweets satirisch en niet antisemitisch bedoeld waren. In het Nieuw Israëlietisch Weekblad mocht ze de context van de gewraakte tweets toelichten. De uitspraak 'gas geven als je een Jood ziet' sloeg bijvoorbeeld op een bericht dat de kampbewaker John Demjanjuk, nadat hij zich in de Verenigde Staten had gevestigd, in 1947 bewust een Jood zou hebben aangereden.

## Politieke carrière
Bij de gemeenteraadsverkiezingen in 2018 was ze lijsttrekker voor Forum voor Democratie (FVD) in Amsterdam. FVD kreeg drie zetels in de gemeenteraad. Op 29 maart 2018 werd Nanninga beëdigd als raadslid. Op 29 maart 2019 werd ze daarnaast in de Provinciale Staten van Noord-Holland en van Utrecht met voorkeurstemmen gekozen, waarbij ze haar zetel in Noord-Holland innam. Op 11 juni 2019 nam ze voor FVD ook zitting in de Eerste Kamer. Per 26 oktober 2020 ging Nanninga met zwangerschaps- en bevallingsverlof en werd tijdelijk vervangen door Hugo Berkhout in de Eerste Kamer en later door Robert Baljeu.
Op 26 november 2020 verliet Nanninga FVD, omdat ze vond dat de partij niet genoeg afstand nam tot antisemitische uitlatingen die binnen de jeugdafdeling van FVD waren gedaan via WhatsApp. Met Joost Eerdmans richtte ze de partij JA21 op. Op 15 februari 2021 kwam zij in de Eerste Kamer terug van haar verlof, en sloot zich aan bij de in de tussentijd gevormde fractie-Van Pareren, die aan JA21 gelieerd was en zeven zetels telde. Nanninga werd benoemd tot fractievoorzitter, en de fractie werd hernoemd tot de fractie-Nanninga. Op 16 maart 2022 werd Nanninga bij de gemeentelijke verkiezingen opnieuw gekozen in de gemeenteraad van Amsterdam, ditmaal namens JA21. Bij de Provinciale Statenverkiezingen 2023 was Nanninga lijstduwer en werd ze wederom verkozen met voorkeurstemmen, maar ze nam ditmaal haar zetel niet in. Bij de Eerste Kamerverkiezingen 2023 werd ze herkozen, en sindsdien is ze fractievoorzitter van de JA21-fractie.
Bij de Tweede Kamerverkiezingen van 22 november 2023 stond Nanninga op plaats 2 van de JA21-lijst. Ze verliet op 1 november dat jaar de Amsterdamse gemeenteraad, omdat haar werk in de Eerste Kamer en de verkiezingscampagne haar veel tijd en energie kostten. Gezien JA21 één zetel behaalde, kwam ze niet in de Kamer.

## Politieke standpunten
Nanninga is een groot voorstander van de vrijheid van meningsuiting en noemt zichzelf een 'vrijheidsfundamentalist'. Ze vindt dat mensen 'mogen zijn wie ze zijn' en heeft veel stukken geschreven over het feit dat homoseksuele asielzoekers in Nederlandse asielzoekerscentra werden geconfronteerd met geweld. Ze pleitte daarin voor speciale opvang voor deze groep. Ze is kritisch over de massale immigratie naar Nederland, met name over de grote instroom van asielzoekers, en wil in Nederland het Deense asielmodel invoeren. Volgens Nanninga zijn mensen die tegen immigratie zijn niet meteen hardvochtige mensen. "Ik wil natuurlijk ook dat de hele wereld een fijn huis en goede zorg heeft, maar dat kán gewoon niet." Ze heeft grote moeite met de uitwassen van de woke-cultuur. In de gemeenteraad van Amsterdam was ze kritisch over het diversiteitsbeleid dat volgens haar discriminatoir is.

## Privé
Nanninga heeft drie kinderen: twee volwassen dochters, en een zoon uit 2020. In 2016/2017 deed ze mee aan de televisiequiz De Slimste Mens, waarin ze de finale bereikte.
Ruben Baumgarten · Karin van Bijsterveld · Annabel Nanninga
Theo Bovens (CDA) · 
Johan Dessing (FVD) · 
Auke van der Goot (OPNL) · 
Alexander van Hattem (PVV) · 
Tineke Huizinga (CU) · 
Rik Janssen (SP) · 
Eric Kemperman (Fractie-Kemperman) · 
Tanja Klip-Martin (VVD) · 
Ilona Lagas (BBB) · 
Paul van Meenen (D66) · 
Annabel Nanninga (JA21) · 
Gaby Perin-Gopie (Volt) · 
Martin van Rooijen (50+) · 
Paul Rosenmöller (GL-PvdA) · 
Peter Schalk (SGP) · 
Ingrid Visseren-Hamakers (PvdD)
- Parlement.com: vktsck4npnmb